# Fredrik Bergman
Fredrik Bergman, född 28 augusti 1967 i Vetlanda, är en svensk officer i flygvapnet.

## Biografi
Bergman påbörjade sin militära karriär 1986 i Armén som kompanibefäl vid Göta ingenjörregemente (Ing 2). Efter hans värnplikt utbildade han sig 1987–1989 till officer vid Ingenjörstruppernas officershögskola (IngOhs). 1989–1992 utbildade han sig till stridspilot. Åren 2000–2001 var han divisionschef för 162. jaktflygdivisionen (Petter Blå) vid Upplands flygflottilj (F 16). Åren 2003–2005 var han divisionschef för 42. stridsflygdivisionen (David Blå) vid Jämtlands flygflottilj (F 4). Åren 2005–2006 var han lärare vid Försvarshögskolan. Åren 2006–2011 var tjänstgjorde han vid Flygvapenledningen vid Högkvarteret. I september 2010 befordrades Bergman till överste. Från juli till oktober 2011 kontingentschef för FL02 i Libyen. I augusti 2011 tillträdde han som flottiljchef för Norrbottens flygflottilj (F 21). Den 16 januari 2015 lämnade han tjänsten som flottiljchef för tjänstgöring vid Högkvarteret. Den 1 april 2016 tillträdde Bergman ett förordnande som stabschef för Ledningsstabens informationsavdelning vid Högkvarteret, ett förordnande som längst till den 31 mars 2017. I augusti 2017 tillträdde Bergman som chef för FMV Test och Evaluering och befordrades samtidigt till brigadgeneral.